# نظام‌الدین کیایی
نظام‌الدین کیایی (زادهٔ ۱۳۲۲) صدابردار ایرانی است. او در سال ۱۳۷۴ برای فیلم نون و گلدون برندهٔ سیمرغ بلورین بهترین صدابرداری از چهاردهمین دورهٔ جشنوارهٔ فیلم فجر شد.

## جوایز و نامزدی‌ها
| سال  | جایزه                              | دسته             | اثر نامزدشده | نتیجه    | منبع  |
| ---- | ---------------------------------- | ---------------- | ------------ | -------- | ----- |
| ۱۳۷۴ | چهاردهمین دورهٔ جشنوارهٔ فیلم فجر    | بهترین صدابرداری | نون و گلدون  | برنده    | [ ۳ ] |
| ۱۳۸۲ | بیست و دومین دورهٔ جشنوارهٔ فیلم فجر | بهترین صدابرداری | شمعی در باد  | نامزدشده | [ ۳ ] |
| ۱۳۸۳ | هشتمین جشن سینمای ایران            | بهترین صدابرداری | شمعی در باد  | نامزدشده | [ ۳ ] |